# Jean-Michel Basquiat
Jean-Michel Basquiat (New York, 22 december 1960 – aldaar, 12 augustus 1988) was een Amerikaans neo-expressionistisch (en van oorsprong graffiti)kunstenaar van Haïtiaanse en Puerto Ricaanse afkomst.
Na eind jaren zeventig samen met zijn vriend Al Diaz als graffitikunstenaar onder de naam SAMO (van 'same old shit') gewerkt te hebben, maakte hij vanaf begin jaren tachtig zeer 'explosieve' werken op doek. Meestal zijn het grote formaten in acryl met daaroverheen lijntekeningen en teksten met oil-paintstick. Basquiat was een Afro-Amerikaanse schilder die wereldfaam vergaarde. Zijn eerste solotentoonstelling was in 1982.

## Racisme
Een groot deel van Basquiats werk bestond uit een aanklacht tegen racisme. Hij kreeg veel te maken met racisme. Ook interviewers noemden zijn kunst 'primal' en schuwden de vergelijking tussen hem en primaten niet.

## Warhol
Een aantal jaren werkte Basquiat samen met Andy Warhol, die hij op dat moment als groot voorbeeld zag. De samenwerking was gelijkwaardig: Warhol was over zijn hoogtepunt heen en Basquiat had zijn naam al gevestigd. Door deze gelijkwaardigheid konden ze samenwerken aan zo'n 140 werken, waarvan een deel in 1985 werd tentoongesteld in een duo-expositie in de New Yorkse galerie Tony Shafrazi. De recensie in The New York Times die daarop volgde maakte van Basquiat de mascotte van Warhol waarna hun samenwerking en ook vriendschap bekoelde. In de 21e eeuw, lang na beider dood, kwam er echter een herwaardering van de samenwerking.

## Na zijn dood
Basquiat overleed op 27-jarige leeftijd aan een overdosis heroïne.

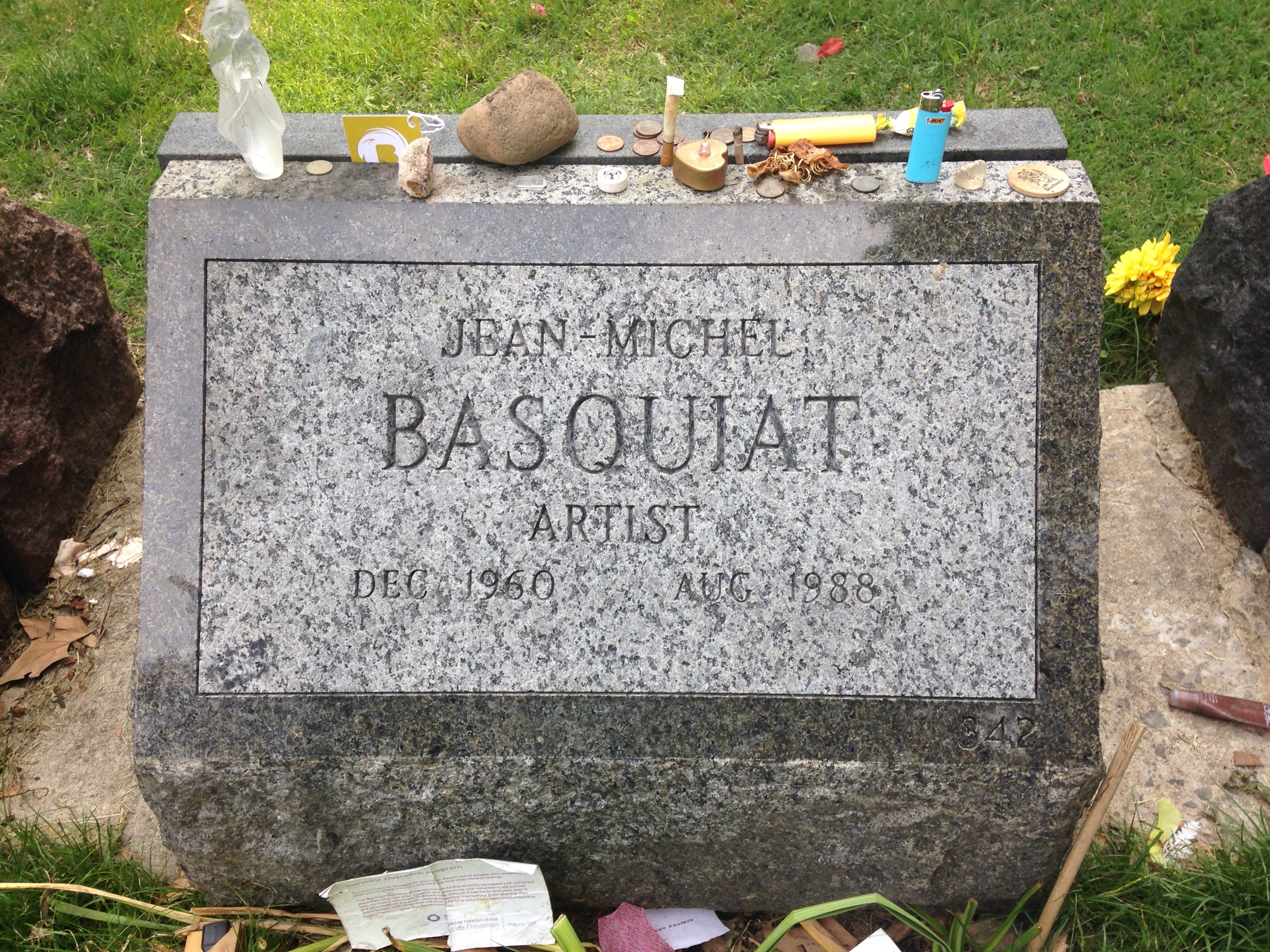
Graf van Jean-Michel Basquiat, Green-Wood Cemetery, Brooklyn, New York

In 1996 regisseerde de kunstenaar Julian Schnabel de film Basquiat, met in de hoofdrol Jeffrey Wright. Andere rollen werden vertolkt door David Bowie, Gary Oldman, Dennis Hopper, Claire Forlani en Courtney Love. De muziek bij de film werd verzorgd door John Cale (medeoprichter van de The Velvet Underground) en Julian Schnabel.
In 2017 werd een Basquiat-schilderij uit 1982 verkocht voor 110,5 miljoen Amerikaanse dollars, waarmee het een van de duurste schilderijen ooit is. Deze verkoop vestigde ook een nieuw record voor een Amerikaanse artiest op een veiling.

## Trivia
- Van 1982 tot 1983 had Basquiat een relatie met Madonna.